# 午
午（うま、ご）は、十二支のひとつ。通常十二支の中で第7番目に数えられる。
前は巳、次は未である。

## 概要
- 午年は、西暦年を12で割って10が余る年が午の年となる（日本では新暦1月1日に始まるが、中国では旧暦1月1日に始まる）。なお、年を表す時の別名は敦牂[1]。
- 午の月は旧暦5月（概ね新暦6月）。
- 午の刻は昼の12時を中心とする約2時間。昼の12時を正午と言うのはこれが由来。
- 午の方は南の方角である。子午線の語はこれによる。
- 五行は火気。
- 陰陽は陽である。

## 伝承
『漢書』律暦志によると午は「忤」（ご：「つきあたる」「さからう」の意味）。草木の成長が極限を過ぎ、衰えの兆しを見せ始めた状態を表しているとされる。
後に覚え易くするために動物の馬が割り当てられた。
2月の最初の午の日は初午と呼ばれ、稲荷社の縁日となっている。
相場格言に「辰巳天井、午尻下がり、未辛抱、申酉騒ぐ。戌は笑い、亥固まる、子は繁栄、丑はつまずき、寅千里を走り、卯は跳ねる」があり、午年の相場は俗に一服する相場といわれる。

## 午を含む干支
- 庚午
- 壬午
- 甲午
- 丙午
- 戊午